# Награди „Оскар“ (59-а церемония)
Петдесет и деветата церемония по връчване на филмовите награди „Оскар“ се провежда на 30 март 1987 година. На нея се връчват призове за най-добри постижения във филмовото изкуство за предходната 1986 година. За пореден път, събитието се провежда в „Дороти Чандлър Павилион“, Лос Анджелис, Калифорния. Водещи на церемонията са Чеви Чейс, Голди Хоун и Пол Хоуган.
Големият победител на вечерта е военният епос „Взвод“, на режисьора Оливър Стоун, номиниран в 8 категории за наградата, печелейки 4 статуетки.
Сред останалите основни заглавия са житейската трагикомедия „Хана и нейните сестри“ на Уди Алън, британският драматичен романс „Стая с изглед“ на Джеймс Айвъри, приключенската фантастика „Пришълците“ на Джеймс Камерън и мисионерската драма „Мисията“ на Ролан Жофе.
Актрисата Марли Матлин се превръща в първия и единствен, до 2013 година, глухоням изпълнител, носител на „Оскар“. Тя е и най-младата носителка на приза в категорията за главна женска роля.

## Филми с множество номинации и награди
| Долуизброените филми получават повече от 2 номинации в различните категории за настоящата церемония: - 8 номинации: Взвод, Стая с изглед - 7 номинации: Хана и нейните сестри, Пришълците, Мисията - 5 номинации: Деца, забравени от бога - 4 номинации: Цветът на парите, Стар Трек IV: Пътуване към вкъщи, Топ гън - 3 номинации: Престъпления на сърцето, Пеги Сю се омъжи | Долуизброените филми получават повече от 1 награда „Оскар“ на настоящата церемония: - 4 статуетки: Взвод - 3 статуетки: Хана и нейните сестри, Стая с изглед - 2 статуетки: Пришълците |

## Номинации и награди
Долната таблица показва номинациите за наградите в основните категории. Победителите са изписани на първо място с удебелен шрифт.
| Най-добър филм | Най-добър режисьор |
| --- | --- |
| - Взвод - Деца, забравени от бога - Хана и нейните сестри - Мисията - Стая с изглед | - Оливър Стоун – Взвод - Уди Алън – Хана и нейните сестри - Джеймс Айвъри – Стая с изглед - Ролан Жофе – Мисията - Дейвид Линч – Синьо кадифе                                                                       |
| Най-добра мъжка роля | Най-добра женска роля |
| - Пол Нюман – Цветът на парите - Декстър Гордън – Round Midnight - Боб Хоскинс – Мона Лиза - Уилям Хърт – Деца, забравени от бога - Джеймс Уудс – Салвадор                                     | - Марли Матлин – Деца, забравени от бога - Джейн Фонда – На следващата сутрин - Сиси Спейсик – Престъпления на сърцето - Катлийн Търнър – Пеги Сю се омъжи - Сигърни Уивър – Пришълците                             |
| Най-добра поддържаща мъжка роля | Най-добра поддържаща женска роля |
| - Майкъл Кейн – Хана и нейните сестри - Том Беринджър – Взвод - Уилям Дефо – Взвод - Денхолм Елиът – Стая с изглед - Денис Хопър – Най-добрият изстрел                                         | - Даян Уийст – Хана и нейните сестри - Тес Харпър – Престъпления на сърцето - Пайпър Лори – Деца, забравени от бога - Мери Елизабет Мастрантонио – Цветът на парите - Маги Смит – Стая с изглед                     |
| Най-добър оригинален сценарий | Най-добър адаптиран сценарий |
| - Хана и нейните сестри – Уди Алън - Дънди Крокодила – Пол Хоуган, Кен Шейди и Джон Корнъл - Моята красива Лондрет – Ханиф Курейши - Взвод – Оливър Стоун - Салвадор – Оливър Стоун и Рик Бойл | - Стая с изглед – Ruth Prawer Jhabvala - Деца, забравени от бога – Хеспър Андерсън и Марк Медоф - Цветът на парите – Ричард Прайс - Престъпления на сърцето – Бет Хенли - Бъди до мен – Рейнолд Гидиън и Брус Еванс |
| Най-добра кинематография (операторско майсторство) | Най-добър чуждоезичен филм |
| - Мисията – Крис Менгес - Пеги Сю се омъжи – Джордан Кроненует - Взвод – Робърт Ричардсън - Стая с изглед – Тони Пиърс-Робъртс - Стар Трек IV: Пътуване към вкъщи – Дон Петерман               | - Атентатът (Нидерландия) - 37,2° сутринта (Франция) - Упадъкът на американската империя (Канада) - Селце мое, централно (Чехословакия) - Тридесет и осми (Австрия)                                                 |

## Галерия
| Оливър Стоун „Оскар“ за режисура | Пол Нюман „Оскар“ за главна мъжка роля | Марли Матлин „Оскар“ за главна женска роля | Майкъл Кейн „Оскар“ за поддържаща мъжка роля | Даян Уийст „Оскар“ за поддържаща женска роля | Уди Алън „Оскар“ за сценарий |
| -------------------------------- | -------------------------------------- | ------------------------------------------ | -------------------------------------------- | -------------------------------------------- | ---------------------------- |
|                                  |                                        |                                            |                                              |                                              |                              |